# Chevrolet Blazer
Sobre otros modelos de nombres similares, véase Chevrolet Blazer K5 y Chevrolet TrailBlazer.
El Chevrolet Blazer y GMC Jimmy son dos automóviles todoterreno del segmento E desarrollados por el grupo estadounidense General Motors y vendido bajo las marcas Chevrolet y GMC desde el año 1982. El modelo es derivado de la Chevrolet S-10, que es una pickup. Tiene motor delantero, tracción trasera o a las cuatro ruedas, y chasis de largueros. Pertenece a la plataforma GMT-330.

## Primera generación (1982-1995)

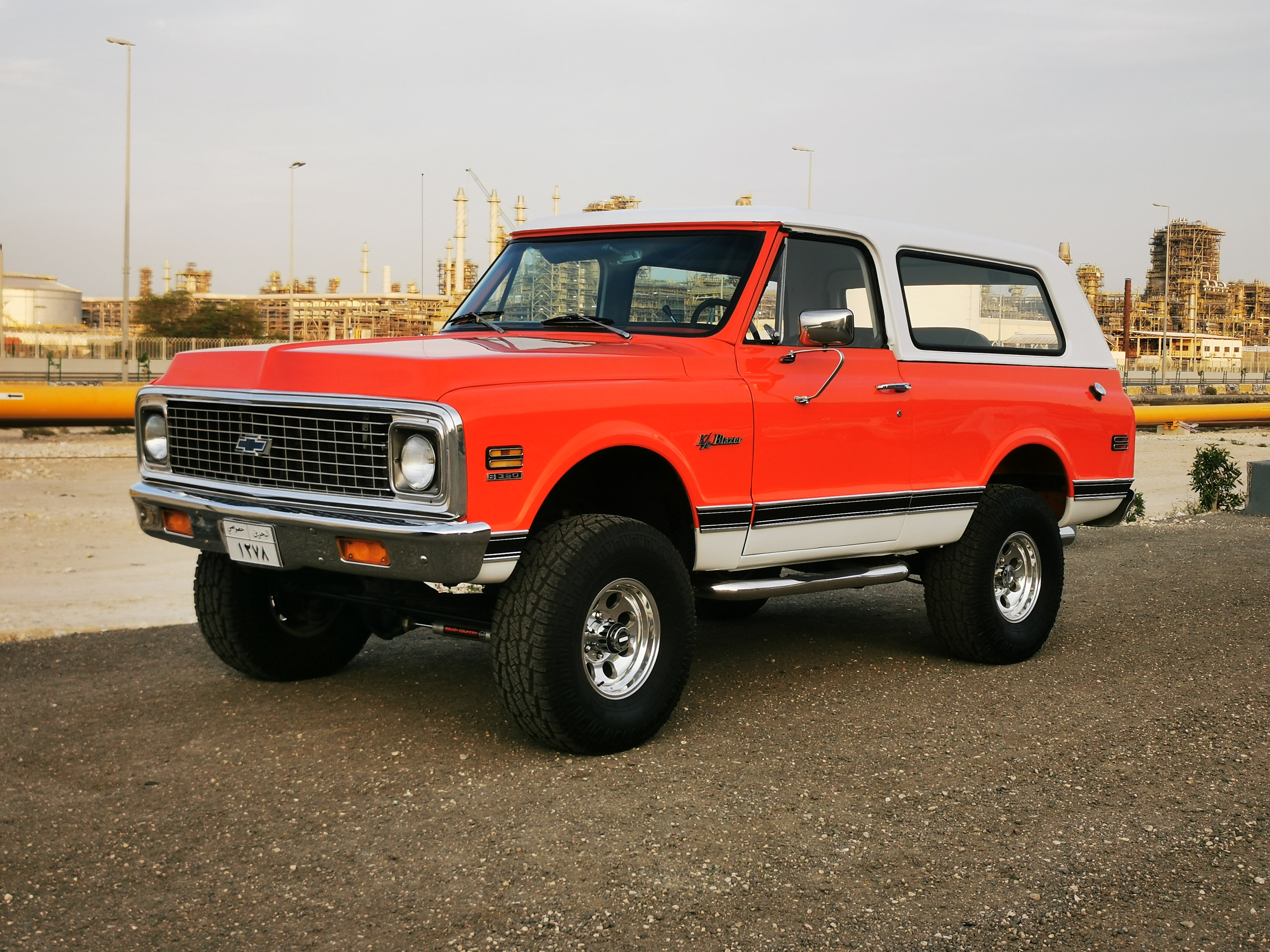
Chevrolet Blazer

El Blazer de primera generación se lanzó al mercado a finales de 1982 para reemplazar al Chevrolet LUV. En la línea 1990 se agregó una carrocería de cinco puertas; hasta esa fecha se vendía únicamente con carrocería de tres puertas.
Los motores de gasolina eran de 1.9 litros de 85 CV, 2.0 litros de 84 CV, un 2.2 litros de 59 CV, un 2.5 litros de 93 CV (106 CV desde la línea 1990), un 2.8 litros de 111 CV, un 2.8 litros de 127 CV, y un 4.3 litros de 152 CV (162 CV desde la línea 1989, 200 CV desde 1992). El 2.8 y el 3.0 litros eran seis cilindros en V, y el resto cuatro cilindros en línea. El único motor diésel del Blazer fue un cuatro cilindros en línea de 2.2 litros de 59 CV. Esta generación se posicionaba por debajo de su más cercano competidor, el Ford Explorer, ya que éste era mayor en tamaño y las mismas puertas con sus vidrios de claridad y trasparencia referente a las leyes establecidas.

## Segunda generación (1995-2005)
La segunda generación del Blazer se presentó como línea 1995, disponible con carrocerías de tres y cinco puertas. En Estados Unidos y Canadá estuvo disponible una versión de dos puertas, que no se comercializó en otros países. La revista Motor Trend la nombró "Camioneta del Año 1995". Se dejó de vender en América del Norte en 2005, pero continúa en producción en Brasil para los mercados de América del Sur.
En el mercado norteamericano, los motores eran todos de seis cilindros en V y 4.3 litros de cilindrada, de 157, 172, 193 o 197 CV de potencia máxima según la versión. La gama de motores es totalmente diferente en América del Sur: incluye un motor de gasolina de 2.4 litros, y dos motorizaciones diésel de 2.5 o 2.8 litros, en Venezuela sale con misma motorización que en Estados Unidos.
- Se ensambló en Venezuela, para comercializar en Venezuela, Colombia y Ecuador. V6 4.3 cc 4x2 (Automática) y 4x4 (Manual y Automática) (versión Estados Unidos), entre 1991 y 2002.
- Se fabricó y vendió en Indonesia como Opel Blazer solo disponible en 4x2 y caja manual (versión Estados Unidos).
- Se comercializó en México con motor V6 4.3 cc Automática 4x2, y con vidrios ahumados en 1998 llegó la versión 4x4 automática (versión Estados Unidos).
- Se comercializó en Bolivia con motor V6 4.3 cc Automática 4x4 (versión Estados Unidos).
- Se fabricó en Brasil con modificaciones en el frente similar al Isuzu Hombre con logotipo Chevrolet, cambios en la luces traseras y motor gasolina V6 y turbodiésel 4x2 y 4x4. (Manual)
- La primera versión de la segunda generación (Estados Unidos) se inició en 1994, y en 1998 se presentó un cambio en las luces delanteras, interior y la apertura del portón trasero.

## Prototipos
La empresa carrocera española Emelba diseñó un prototipo que fue denominado «Emelba Chevrolet Blazer». Este proyecto fue iniciado en 1984, aunque la aparición del Emelba Blazer se hizo en el Salón Expoocio de 1985. Para ahorrar impuestos se decidió importarlos como CKD, pero hubo graves problemas burocráticos que impidieron llevar a cabo esa idea. Se importó una unidad que sirvió para intentar la homologación en España. Tenía un motor de gasolina de seis cilindros, pero también se pensó en un motor turbodiésel de seis cilindros de origen italiano.

## Evolución histórica en fotografías

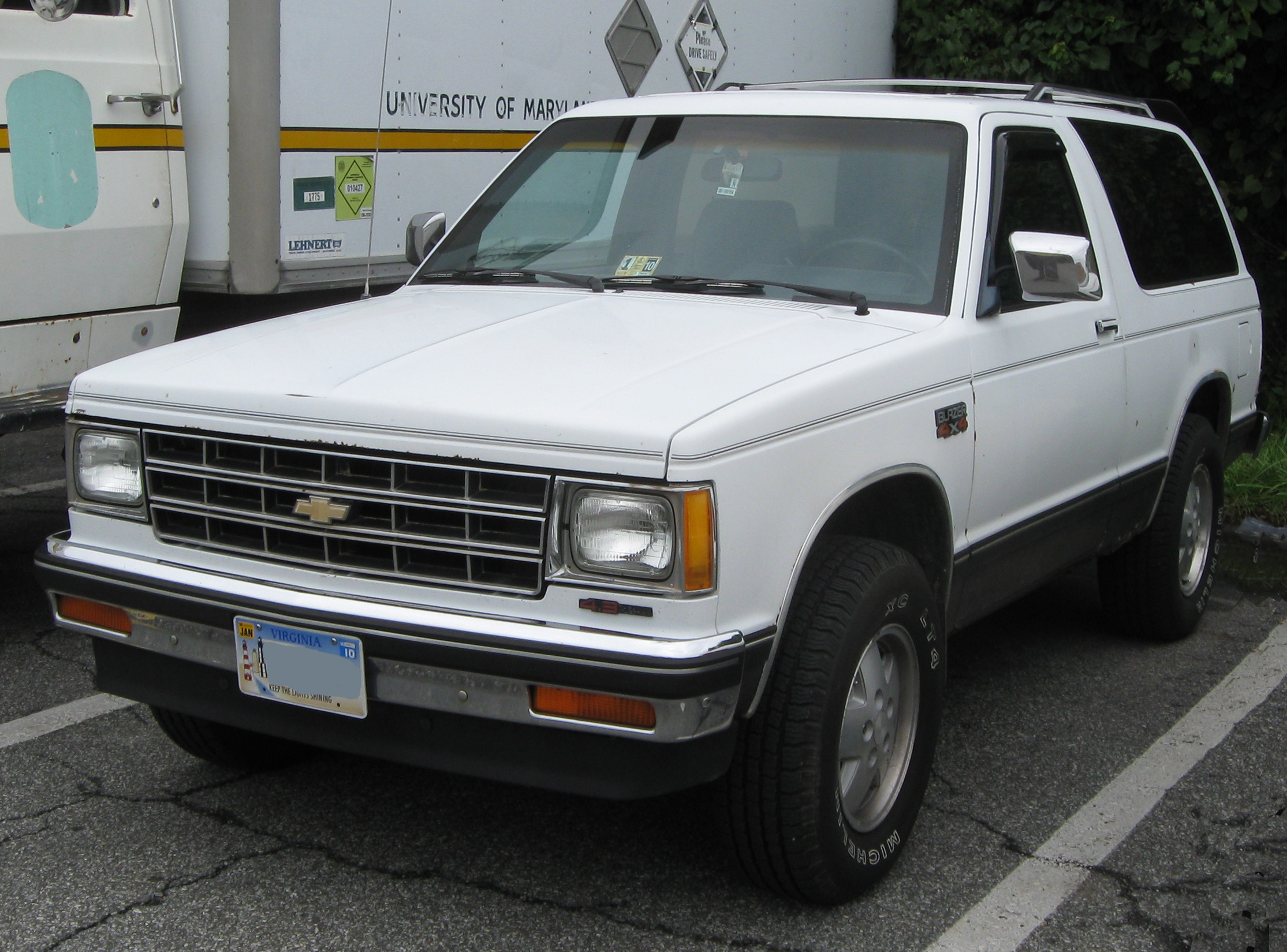
Primera generación (modelo 1983-1990)
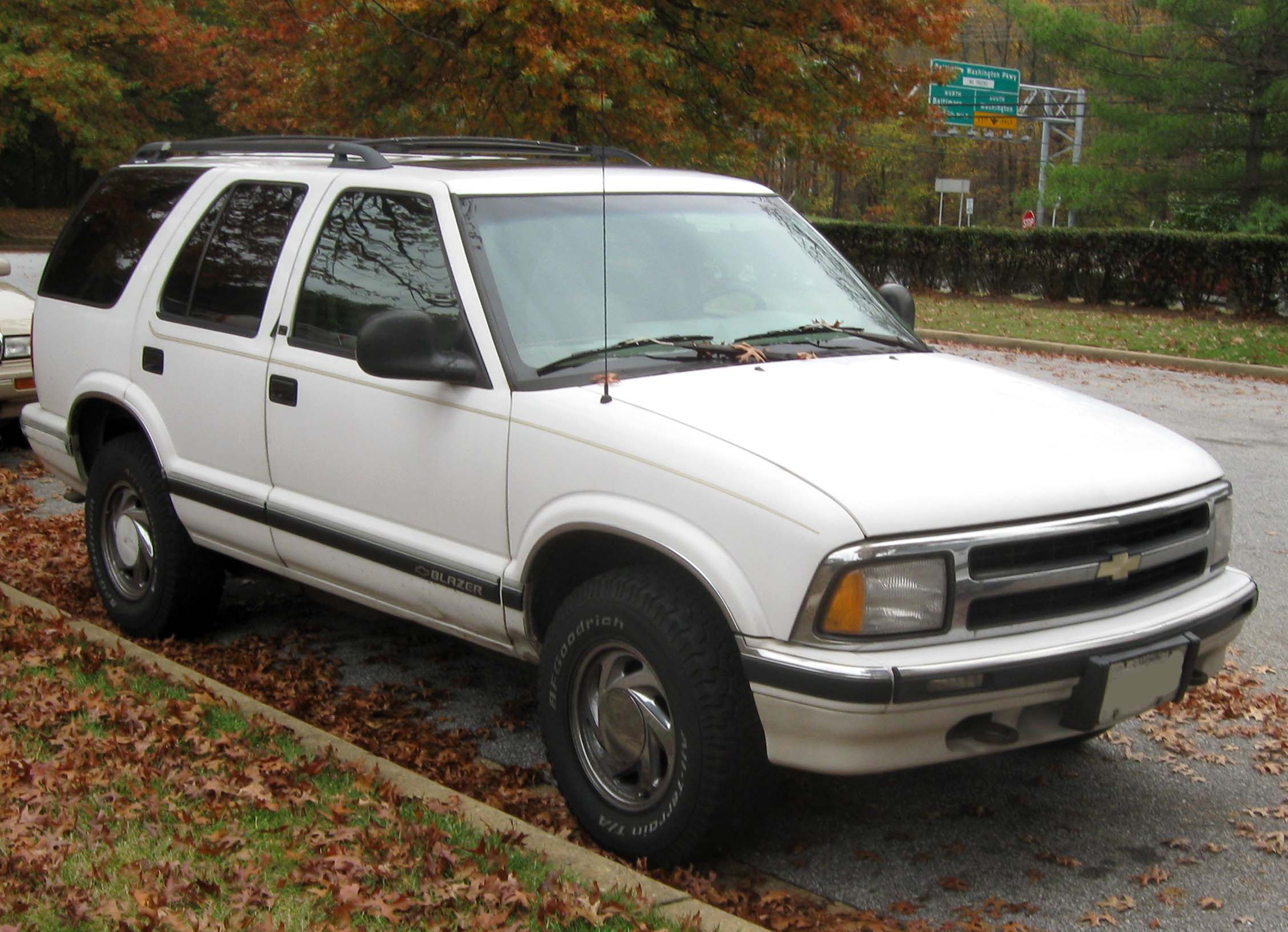
Segunda generación (modelo 1995-1997)
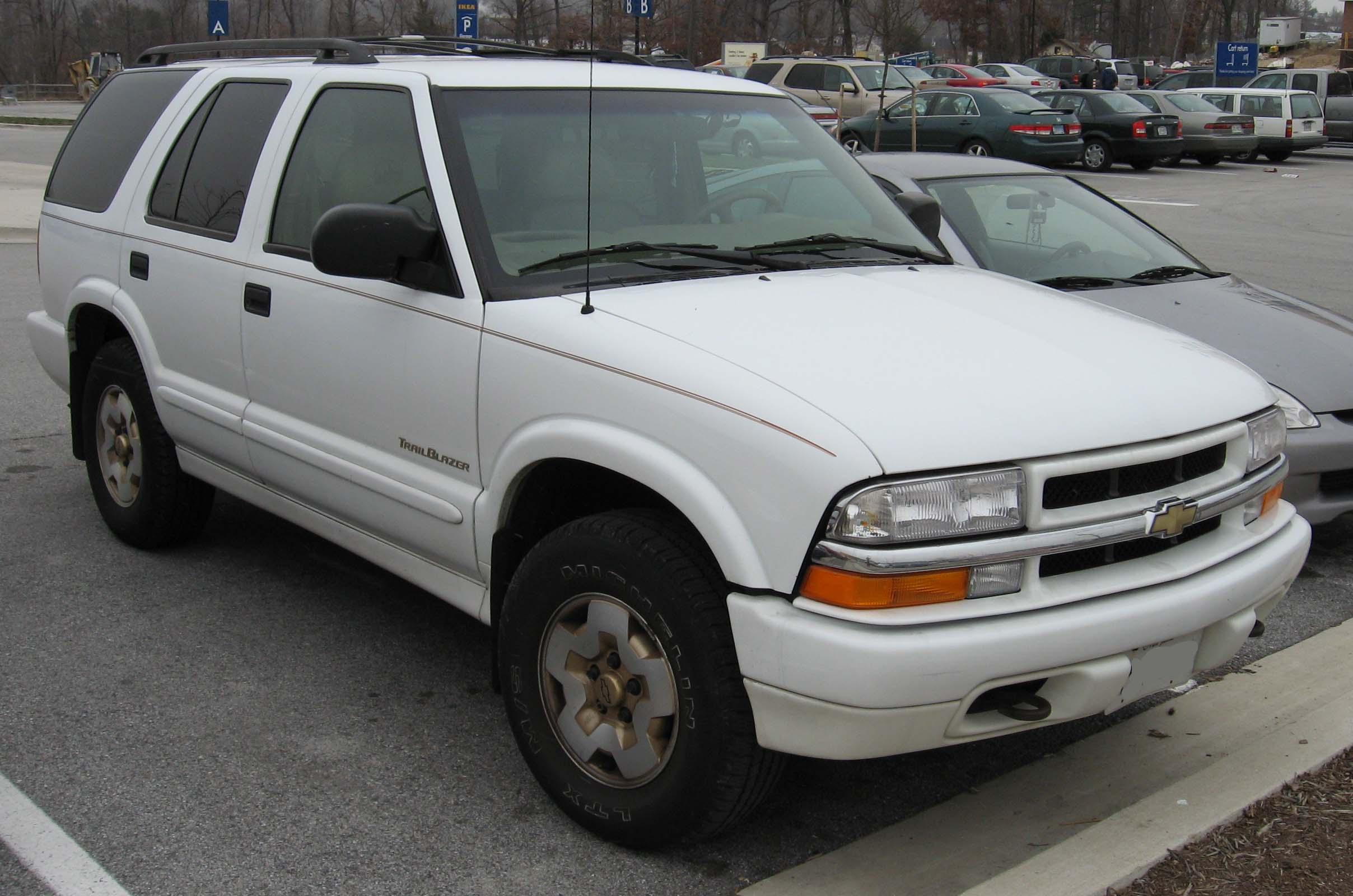
Segunda generación (modelo 1999-2005)
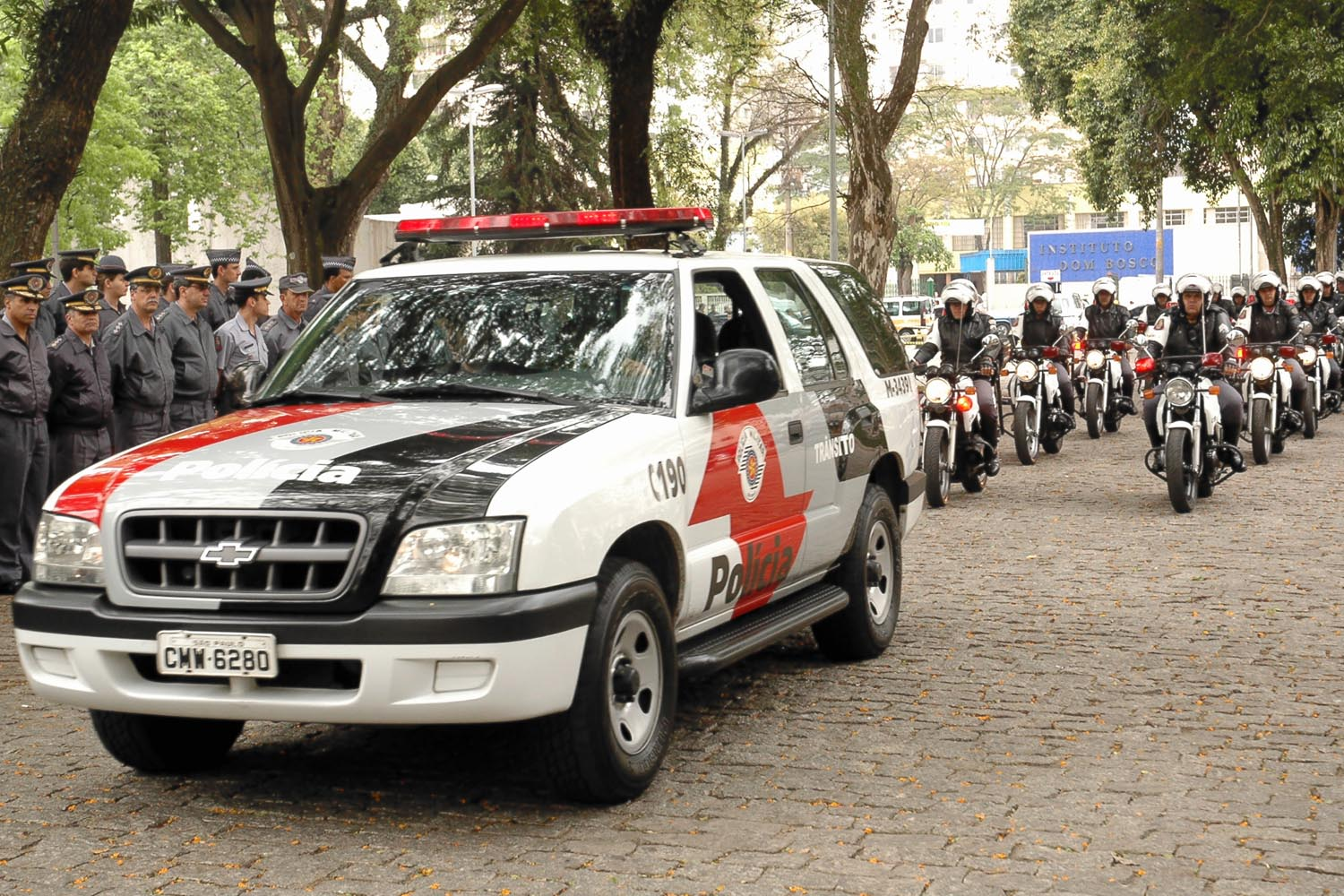
Chevrolet Blazer (Brasil)                                   (modelo 1997-2012)
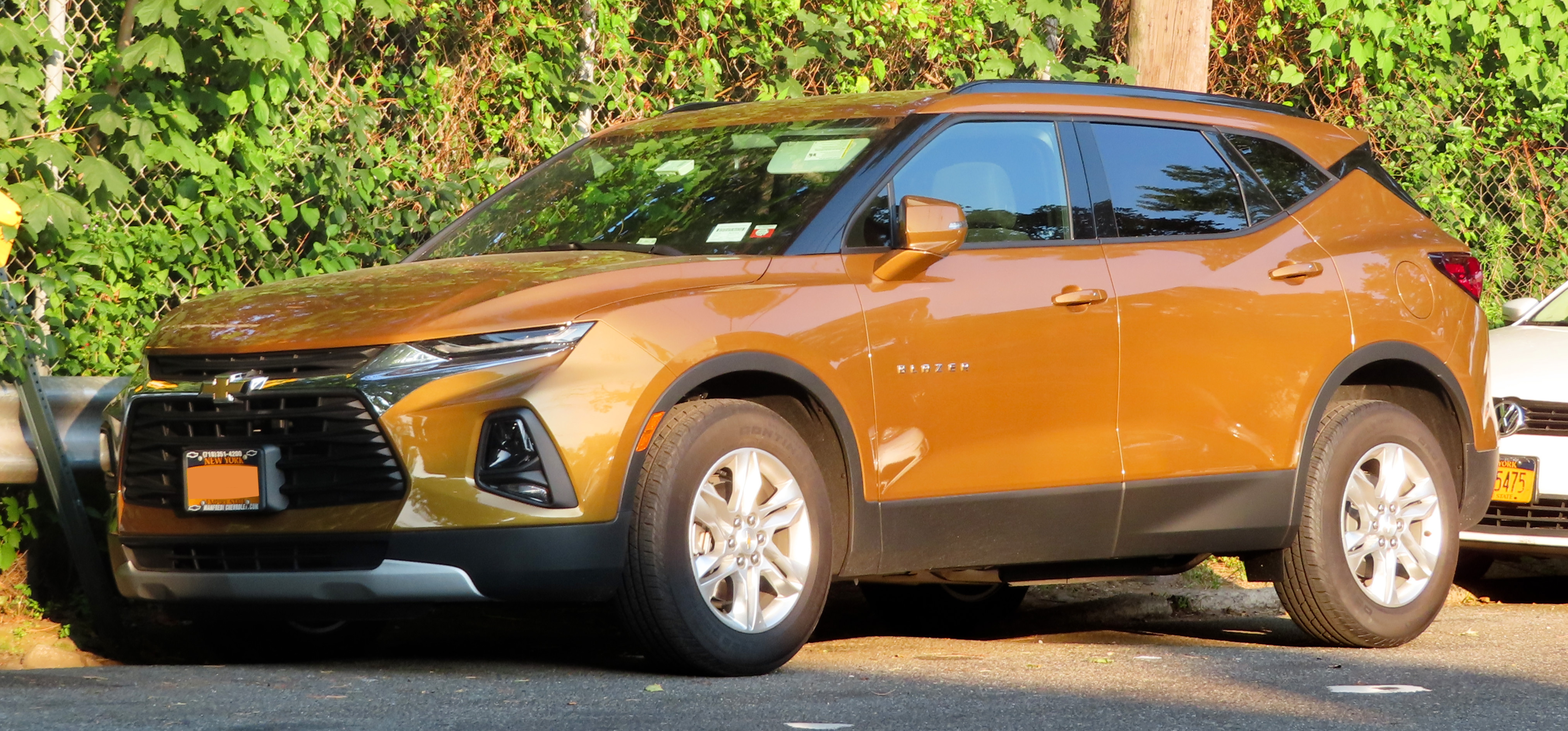
Tercera generación                                            (modelo 2018)
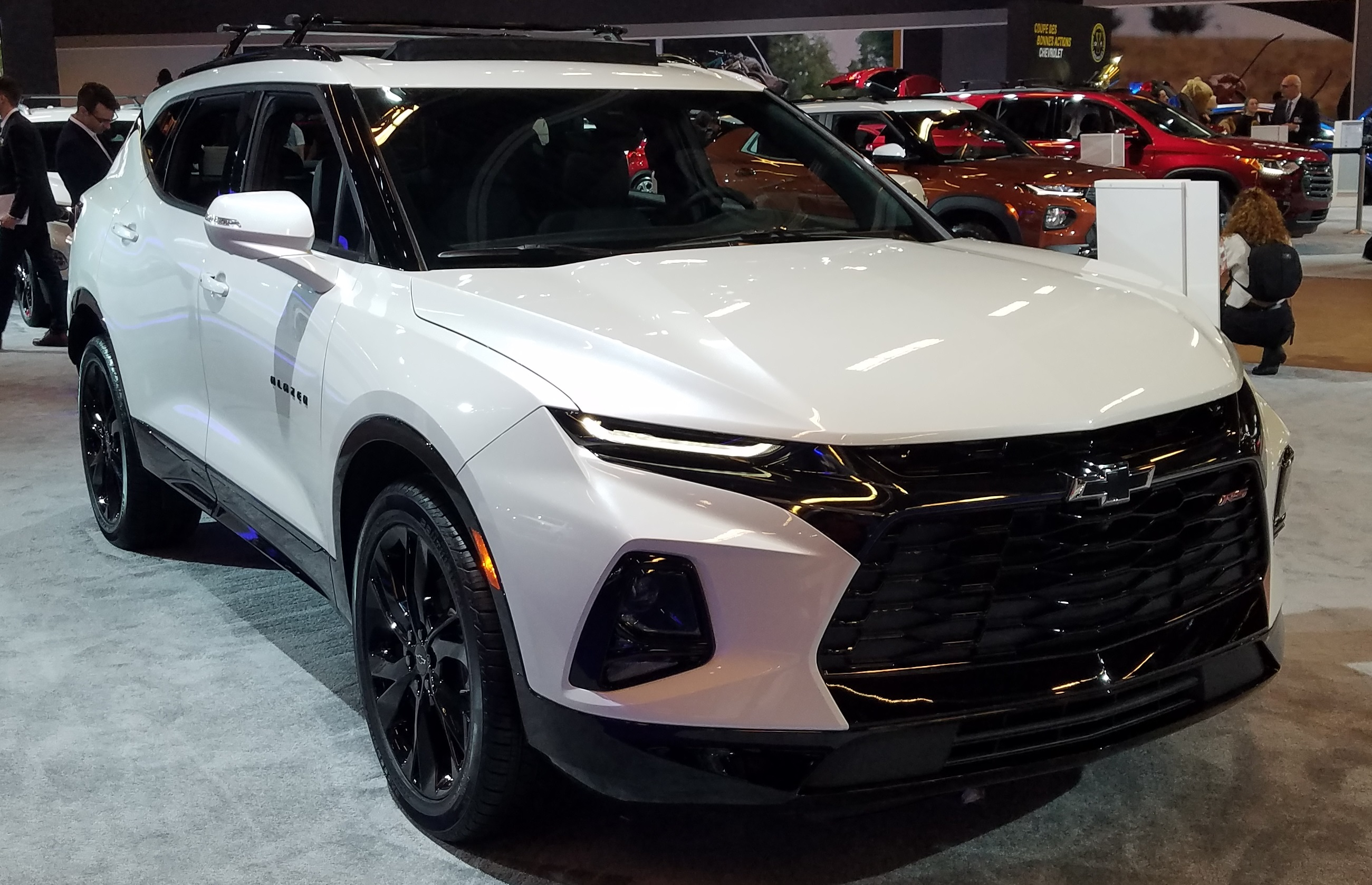
Tercera generación                                             (modelo 2020)
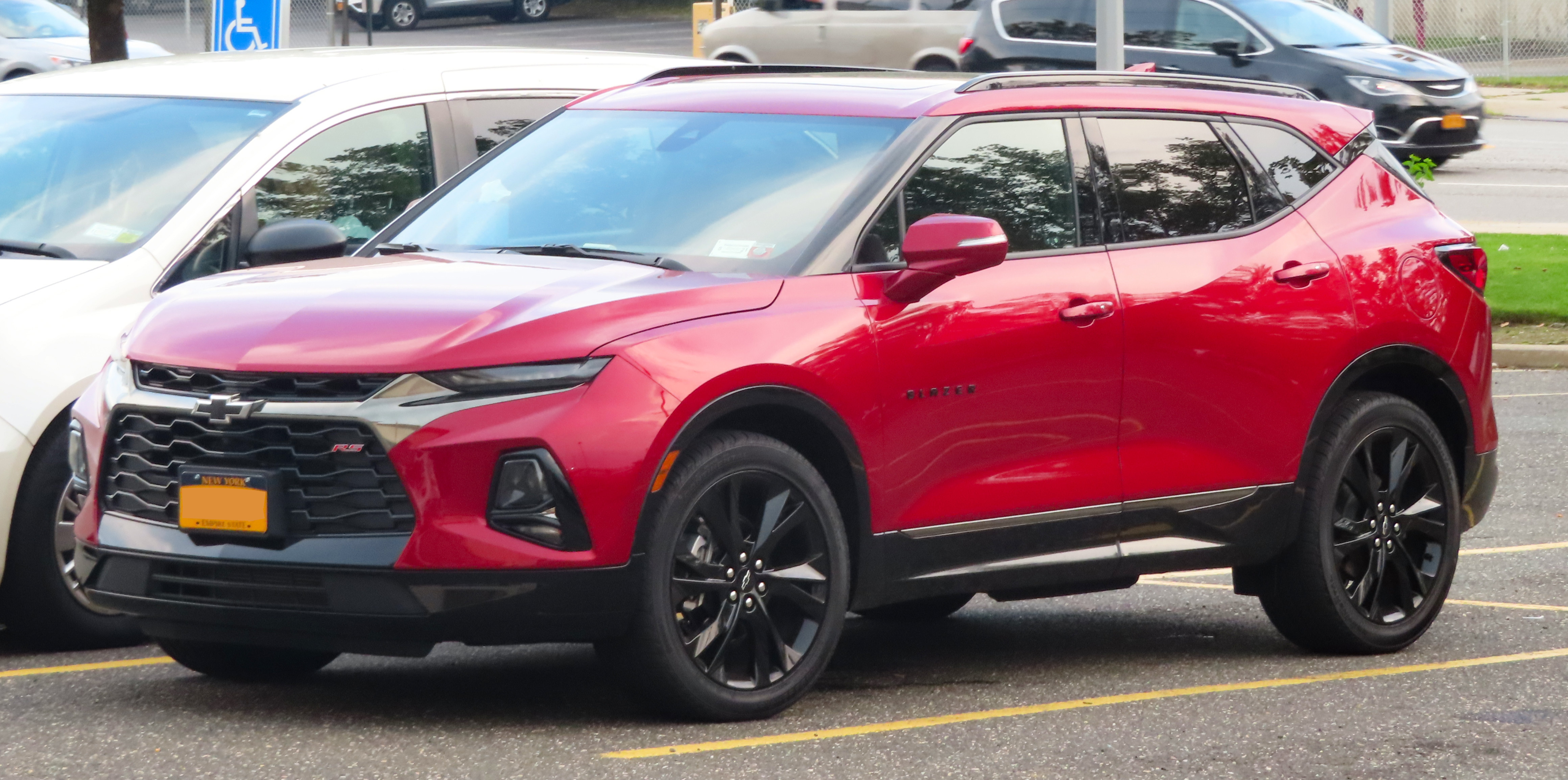
Chevrolet Blazer RS                                      (modelo 2019)